# 马兹赖
马兹赖（法語：Mazeray，法語發音：[mazʁɛ]）是法国滨海夏朗德省的一个市镇，位于该省东部，属于圣让当热利区。

## 地理
马兹赖（45°54'30"N, 0°33'49"W）面积19.38 平方千米，位于法国新阿基坦大区滨海夏朗德省，该省份为法国西部滨海省份，北起旺代省，西临大西洋，南至吉倫特省，东南接多爾多涅省，东北接德塞夫勒省接壤，东临夏朗德省。
与马兹赖接壤的市镇（或旧市镇、城区）包括：阿涅尔拉日罗、比涅、弗尼乌、格朗让、圣让当热利、泰尔南、圣伊莱尔-德维勒弗朗什。

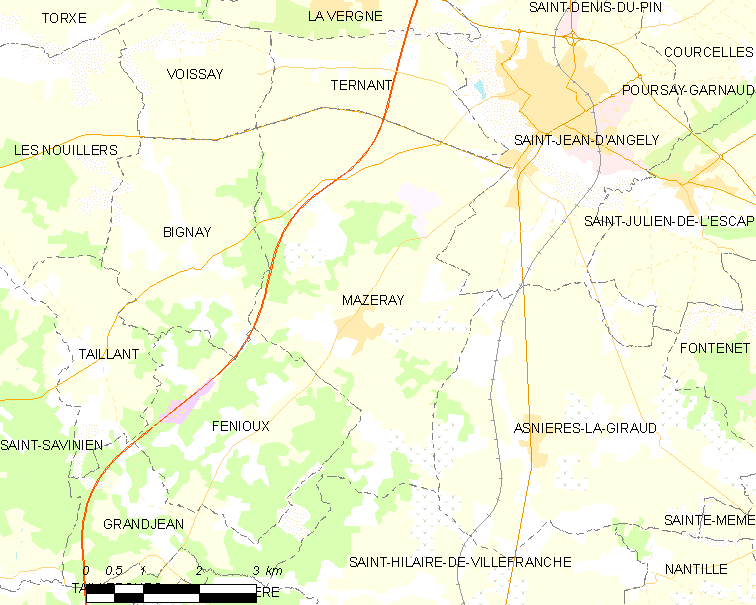
马兹赖的OSM定位图

马兹赖的时区为UTC+01:00、UTC+02:00（夏令时）。

## 行政
马兹赖的邮政编码为17400，INSEE市镇编码为17226。

## 政治
马兹赖所属的省级选区为圣让当热利县。

## 人口

1962-2008年间马兹赖人口变化图示

马兹赖于2022年1月1日时的人口数量为990人。